# Företagspark
En företagspark, företagsby, vetenskapspark (av engelskans Science Park), teknikby, teknikpark eller dylikt är ett område avsett för kluster av företag, ofta högteknologiska företag i samverkan med universitet eller tekniska högskolor. Samarbete mellan universitet och industri har alltmer fördjupats sedan slutet av 1900-talet och företagsbyarna är en del av den utvecklingen, där forskningsresultat också kan omsättas i konkreta produkter och användningsområden.
En framgångsrik föregångare inom området är Ideon i Lund.

## Exempel på företagsparker i Sverige
- Ideon i samarbete med Lunds universitet
- Aurorum i samarbete med Luleå tekniska universitet
- Mjärdevi Science Park i samarbete med Linköpings universitet
- Johanneberg Science Park i samarbete med Chalmers tekniska högskola
- Lindholmen Science Park i samarbete med Chalmers tekniska högskola och Göteborgs universitet
- Sahlgrenska Science Park i samarbete med Göteborgs universitet och Chalmers tekniska högskola
- Uminova
- Kista, Stockholm
- Västerås Science Park, Västerås i samarbete med Mälardalens högskola
- Munktell Science Park - Eskilstuna, i samarbete med Mälardalens högskola
- Uppsala Science Park - Uppsala, i samarbete med Uppsala universitet och Sveriges lantbruksuniversitet via STUNS, Stiftelsen för samarbete mellan de båda universiteten i Uppsala, näringsliv och samhälle
- NetPort Science Park i Karlshamn som ägs av Karlshamns kommun, Blekinge tekniska högskola och medlemsföretag från näringslivet.
- Videum Science Park i Växjö drivs av Videum AB som i sin tur ägs av VKAB, Växjö kommunföretag AB.